# Brittney Williams
Brittney LaDawn Williams (née le 10 octobre 1989) est une conceptrice de personnages et une artiste de bande dessinée américaine. Elle a travaillé sur les bandes dessinées Patsy Walker, AKA Hellcat! avec Kate Leth, et Goldie Vance avec Hope Larson. Elle a également réalisé la conception de personnages pour DC Superhero Girls.

## Biographie
Brittney Williams est diplômée de l'Université d'État de Caroline du Sud avec un diplôme en design graphique. 

### Boom! Studios
- Goldie Vance (artiste)
- Garfield (artiste)
- Rugrats : R est pour Reptar 2018 Special (artiste)

### Marvel Comics
- Patsy Walker, alias Hellcat! (artiste)[2]
- Secret Wars, Too (2015) # 1 (artiste)

### Graphic India
- Stan Lee's Chakra The Invincible (artiste)

### IDW
- Samurai Jack (artiste)
- Cartoon Network: Super Secret Crisis War!: Foster's Home for Imaginary Friends (artiste)